# Fricktaler Museum

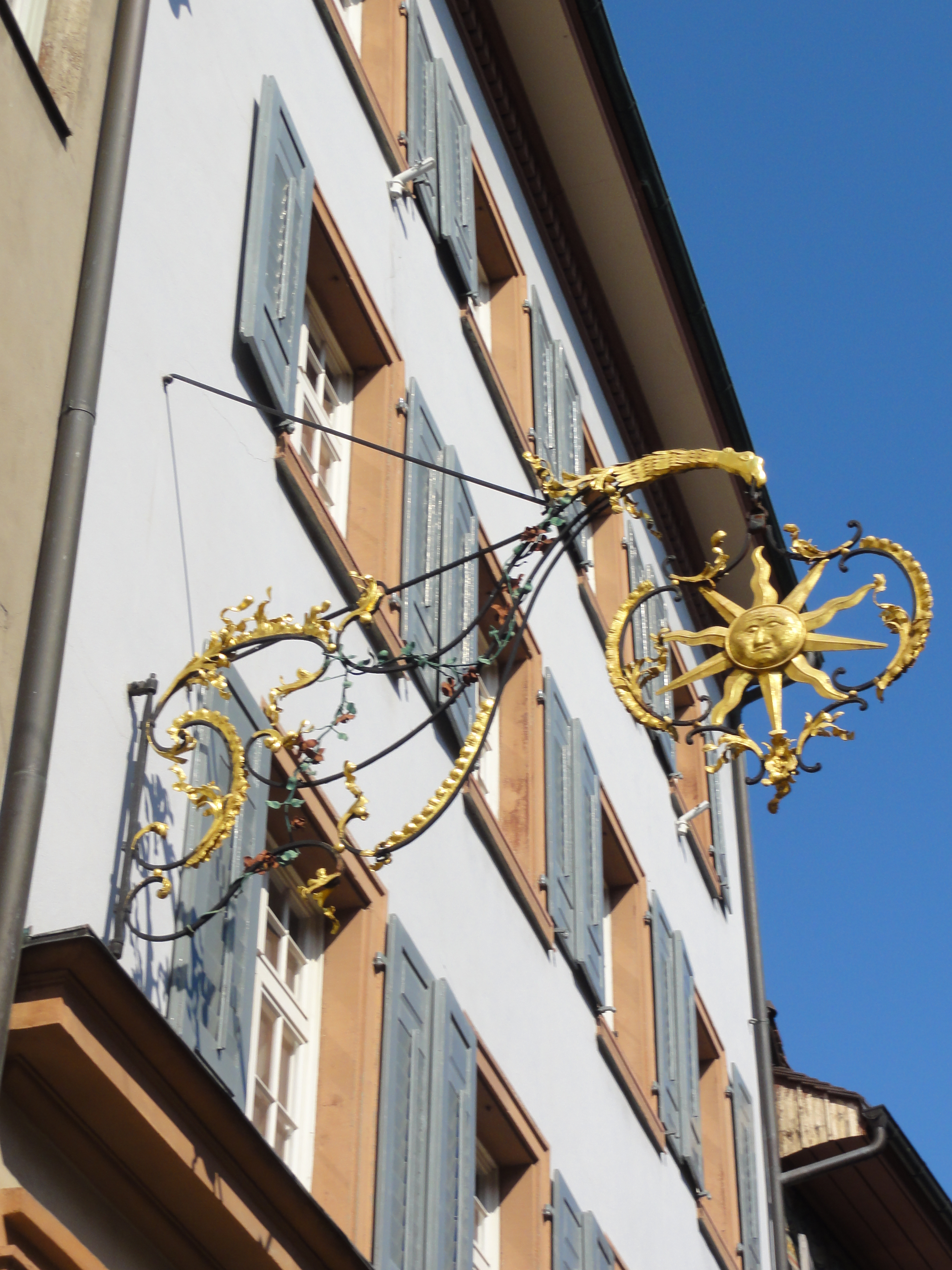
Haus zur Sonne (Museumsgebäude)

Das Fricktaler Museum ist ein historisch ausgerichtetes Regionalmuseum in Rheinfelden im Kanton Aargau. Es befasst sich mit der Geschichte der Stadt Rheinfelden und der Region Fricktal. Seit 1934 ist das Museum im «Haus zur Sonne» an der Marktgasse untergebracht, neben dem Rathaus. Die Sammlung ist als Kulturgut von regionaler Bedeutung eingestuft.

## Museum
Emil Wieland und Stadtpfarrer Carl Schröter gründeten 1878 eine Altertumskommission, die zwei Jahre später mit dem Sammeln von Objekten zum kirchlichen und bürgerlich-häuslichen Leben Rheinfeldens begann. 1883 übernahm die Gemeinde die Sammlung und stellte sie im Hugenfeldschulhaus aus. Bald herrschte Platzmangel, so dass die Sammlung ab 1913 in neu eingerichteten Räumen im Rathaus zu sehen war. Aufgrund zahlreicher archäologischer Funde reichte der Platz auch hier bald nicht mehr aus. 1928 schenkten die Erben von Brauereidirektor Carl Habich-Dietschy das benachbarte «Haus zur Sonne» der Einwohnergemeinde mit der Auflage, darin ein Heimatmuseum einzurichten. Nach einigen Umbauten wurde die Ausstellung 1934 eröffnet. Während die Sammlung und das Museumsgebäude im Besitz der Einwohnergemeinde sind, wird der Museumsbetrieb von der Ortsbürgergemeinde finanziert.
Die Dauerausstellung zeigt Exponate, die mit der Geschichte der Stadt und des Fricktals in Zusammenhang stehen. Dazu gehören archäologische Funde, mittelalterliches Handwerk und nicht mehr existierende Berufe. Die Einrichtung des Hauses stammt in ihrem Originalzustand überwiegend aus dem 19. Jahrhundert. Stadtmodelle und Aquarelle zeichnen die Geschichte Rheinfeldens nach. Das Hugenfeld-Zimmer ist mit Wandteppichen des 18. Jahrhunderts geschmückt. Weitere Sammlungsschwerpunkte sind Objekte der sakralen Kunst und der Fischerei sowie ein Musikalienkabinett. Regelmässig werden Sonderausstellungen und kulturelle Anlässe veranstaltet.

## Haus zur Sonne

### Bau- und Nutzungsgeschichte
1422 wurde erstmals eine Herberge «zur Sonne» urkundlich erwähnt. 1656 erwarb Joseph Bröchin das inzwischen baufällig gewordene Gebäude und liess es instand setzen, was beinahe einem Neubau entsprach. Aus dieser Zeit stammen der Kreuzgewölbekeller und die Dachkonstruktion. Der Betrieb der darin befindlichen Taverne wurde 1725 eingestellt und 1773 wieder aufgenommen. Franz Joseph Dietschy, Gründer der im benachbarten Haus zum Salmen untergebrachten Brauerei Salmenbräu, kaufte die Liegenschaft 1840, um den Hinterhof als Abstellplatz für die Wagen und für die Pferdeställe zu nutzen. 1858 schloss sein Sohn Alois die Gastwirtschaft endgültig.
1884 wurde das Haus zur Sonne zu einem herrschaftlichen Wohnsitz umgebaut, fünf Jahre später entstand rückwärtig zum Rhein hin ein zweigeschossiger Gebäudeflügel mit Dachterrasse. 1894 folgte der Ausbau des gassenseitigen Parterrezimmers zu einer «altdeutschen Stube». Otto Plattner schmückte 1933 die Gassenfront mit Wandmalereien (1978 wieder entfernt). Von 1961 bis 1964 wurde das Haus im Innern etappenweise renoviert, 1989 brach man den rheinseitigen Flügel ab.

### Bauwerk
Das viergeschossige Gebäude mit Satteldach besitzt zur Marktgasse hin eine repräsentative, nüchtern wirkende Fassade im klassizistischen Stil. Hausteinglieder und Kranzgesims heben sich mit ihrer ziegelroten Farbgebung vom hellen Putz ab. Das Parterre ist mit Pilastern gegliedert, die horizontal ein kräftig profiliertes Gebälk abschliessen. Die Kreuzstockfenster in den Obergeschossen sind in vier Achsen angeordnet und besitzen sorgfältig gearbeitete Steingewände. Das vergoldete Wirtshausschild stellt eine von Rocaillen umfasste Sonne dar. Eine Konsolenreihe schliesst in der Hofeinfahrt den Quaderputz der Wände ab; darüber spannen sich vergipste Deckenbalken. In den offenen Laubengängen des Erdgeschosses und im Innenhof ist das Lapidarium des Museums zu finden.
Im Innern befindet sich unter dem Haupttrakt ein zweischiffiger Gewölbekeller, durch zwei Pfeiler aus Buntsandstein wird er dreigeteilt. Von der Hofpassage aus führt ein Korridor durch die Hausmitte zu einer grosszügigen Treppe in das erste Obergeschoss. Die übrigen Stockwerke werden durch eine Stiege im Westteil erschlossen. Über dem vorderen Teil der gassenseitigen Parterrestube ist kostbare Kassettendecke aus dem Jahr 1627 angebracht, bestehend aus quadratischen Kassetten mit geschnitzten Profilrahmen und Intarsien. Zudem sind vier geschnitzte Löwenköpfe in das Zahnschnittgesims über den Wandbalken eingepasst. Das Dachgebälk, eine Sparrenkonstruktion von 1658/59, ist im Originalzustand erhalten geblieben.